# Grandes templos vivientes Chola
Los grandes templos vivientes Chola fueron construidos durante la Dinastía Chola en el sur de la India, durante los siglos XI y XII. Estos templos son el Templo Brihadisvara en Thanjavur, el Templo de Gangaikondacholisvaram y el Templo Airavatesvara en Darasuram.
El Templo Brihadisvara fue declarado por la Unesco como Patrimonio de la Humanidad en el año 1987, los templos de Gangaikondacholisvaram y de Airavatesvara Darasuram fueron añadidos en la extensión del lugar en 2004, desde este año es conocido como Los grandes templos vivientes Chola.